# Blaster (компьютерный червь)
Blaster, также известный как Lovsan, Lovesan или MSBlast — компьютерный червь, распространявшийся на машинах, работавших с операционными системами Windows 2000 и Windows XP. Эпидемия этого червя наблюдалась в августе 2003 года. Во второй половине 2003 года этот червь заразил не менее 100 000 персональных компьютеров по всей планете.

## Предыстория червя
История червя Blaster начинается с того момента, когда коллектив разработчиков Xfocus нашёл уязвимость в операционных системах Windows, связанную с переполнением буфера. Эта уязвимость послужила поводом к созданию множества вредоносных программ, из которых наиболее известным стал червь Blaster.
Первая волна заражения данным червём прошлась 11 августа по компьютерным сетям США. В отличие от других червей заражение Blaster проходило не при контакте с заражённым файлом, а случайным образом. Попадая в компьютер, вирус начинал генерировать случайные IP-адреса, и, сгенерировав адрес, искал уязвимости в системе жертвы, а найдя — заражал компьютер. Далее цикл повторялся.
От такого способа распространения вредоносной программы пострадало множество компьютеров. По отчётам из Лаборатории Касперского — по всему миру было заражено порядка 300 тысяч компьютеров, из которых 30 тысяч в России. Для пользователя данный червь был сравнительно безопасен, если не считать побочного эффекта в виде регулярной перезагрузки компьютера. Целью этого червя являлась атака на серверы Microsoft 16 августа 2003 года в полночь. Однако Microsoft временно закрыла свои серверы, что позволило сократить ущерб от вируса к минимуму.
Blaster в своём коде содержал скрытое послание, адресованное Биллу Гейтсу: «Билли Гейтс, зачем вы делаете это возможным? Хватит делать деньги, исправьте ваше программное обеспечение!»

## Суд над создателем червя
По обвинению в создании Blaster был арестован американский школьник Джеффри Ли Парсон. Однако он заявил, что не делал данный вирус, а всего лишь внёс небольшие изменения в него. Как он сказал сам по этому поводу: «Я понимаю, что правительству нужно поймать кого-то за эти преступления. Но я не тот, кого им следует ловить». А его мать, Рита Парсон, добавила: «Мой сын не так умён, он не гений. Любой, кто что-то понимает в компьютерах, сумел бы сделать то же, что и Джефф».
В суде Джеффри Ли Парсон признал свою вину в создании модификации червя и распространения её в интернете. Судья Марша Печман решила не применять к нему максимального наказания. Подростку грозило от 18 до 37 месяцев тюрьмы и штраф до нескольких сотен тысяч долларов, однако судья пришла к выводу, что преступление Парсона отчасти обусловлено «дурным воспитанием и недостаточным надзором».
Помимо уголовного наказания, подростку грозил штраф 500 000 $, однако в Microsoft решили помиловать его и попросили заменить штраф на 225 часов общественных работ. В итоге окончательным вердиктом для Джеффри Ли Парсон стало полтора года тюремного заключения и 225 часов общественных работ.
Однако попытки внести изменение в код вируса на этом не закончились. В 2004 году двадцатичетырехлетнему румыну Дану Думитру Чиобану был вынесен приговор в создании модификации червя под названием «Blaster.F». Его приговорили к 15 годам лишения свободы.

## Побочный эффект червя
В результате своей деятельности червь приводит к нестабильной работе службы RPC, в результате чего появляется сообщение об ошибке:
```
Служба удалённого вызова процедур (RPC) неожиданно прервана.
Система завершает работу. Сохраните данные и выйдите из системы.
Все несохраненные изменения будут потеряны.
Отключение системы вызвано NT AUTHORITY\SYSTEM
```

После данного сообщения компьютер начинал перезагружаться через произвольные интервалы времени.